# Смрдеље
Смрдеље су насељено мјесто код Кистања, у Далмацији. Припадају општини Кистање у Шибенско-книнској жупанији, Хрватска. Према попису становништва из 2011. године у насељу је живело 111 становника. Према прелиминарним подацима са последњег пописа 2021. године у месту је живело 91 становник.

## Географија
Налазе се око 12 км југозападно од Кистања.

## Историја
Смрдеље се од распада Југославије до августа 1995. године налазиле у Републици Српској Крајини. До територијалне реорганизације у Хрватској насеље се налазило у саставу бивше велике општине Книн.

## Становништво
Према попису из 1991. године, Смрдеље су имале 530 становника, од тога 524 Срба и 6 осталих. Према попису становништва из 2001. године, Смрдеље су имале 62 становника. Смрдеље су према попису из 2011. године имале 111 становника и биле су углавном насељене Србима повратницима.
| Национални састав према попису из 1991.‍ | Национални састав према попису из 1991.‍ | Национални састав према попису из 1991.‍ | Национални састав према попису из 1991.‍ | Национални састав према попису из 1991.‍ |
| --------------------------------------- | --------------------------------------- | --------------------------------------- | --------------------------------------- | --------------------------------------- |
|                                         |                                         |                                         |                                         |                                         |
| Срби                                    | Срби                                    |                                         | 524                                     | 98,87%                                  |
| неопредељени                            | неопредељени                            |                                         | 4                                       | 0,75%                                   |
| непознато                               | непознато                               |                                         | 2                                       | 0,37%                                   |
| укупно: 530                             |                                         |                                         |                                         |                                         |

| Националност       | 1991. | 1981. | 1971. | 1961. |
| Срби               | 524   | 495   | 625   | 652   |
| Југословени        |       | 32    | 6     | 1     |
| Хрвати             |       | 1     |       | 2     |
| остали и непознато | 6     | 1     | 2     |       |
| Укупно             | 530   | 529   | 633   | 655   |

| Демографија | Демографија | Демографија |
| Година      | Становника  | Становника  |
| ----------- | ----------- | ----------- |
| 1961.       | 655         |             |
| 1971.       | 633         |             |
| 1981.       | 529         |             |
| 1991.       | 530         |             |
| 2001.       | 62          |             |
| 2011.       | 111         |             |

### Родови
У Смрдељама су до 1995. године живели родови:
Православци
- Врањковићи, славе Ђурђевдан
- Миличић, славе Ђурђевдан
- Дракуле, славе Св. Стефана Дечанског
- Лапчићи, славе Св. Николу
- Матијевићи, славе Ђурђевдан
- Томасовићи, славе Св. Николу